# Hugo IV van Bourgondië
Hugo IV van Bourgondië (Villaines-en-Duesmois, 9 maart 1213 - aldaar, 27 oktober 1272) was van 1218 tot 1272 hertog van Bourgondië. Hij behoorde tot het huis Bourgondië.

## Levensloop
Hugo IV was de oudste zoon van hertog Odo III van Bourgondië en Alix van Vergy. In 1218 volgde hij op vijfjarige leeftijd zijn vader op als hertog van Bourgondië, waardoor hij tot in 1228 onder het regentschap van zijn moeder geplaatst werd.
In 1237 sloot Hugo een verdrag met graaf Jan I van Chalon, waarbij hij in ruil voor de graafschappen Chalon en Auxonne de heerlijkheid Salon afstond aan Jan van Chalon. Dit betekende niet alleen een forse gebiedsuitbreiding voor het hertogdom Bourgondië, maar ook een regionale economische groei door de steeds belangrijker wordende wijnhandel.
In 1239 nam Hugo deel aan de Baronnenkruistocht geleid door koning Theobald I van Navarra en gesteund door keizer Frederik II van het Heilige Roomse Rijk. De Bourgondische troepen in alliantie met graaf Richard van Cornwall slaagden erin om de stad Asjkelon te heroveren en onderhandelden in 1241 een vrede met Egypte. In 1266 werd Hugo benoemd tot titulair koning van Thessaloniki, hoewel dit koninkrijk al in 1224 door het despotaat Epirus was veroverd.

## Huwelijk en nakomelingen
In 1229 of 1230 huwde Hugo IV met Yolande van Dreux (1212-1248), dochter van graaf Robert III van Dreux. Ze kregen volgende kinderen:
- Margaretha (1229-1277), huwde eerst met heer Willem III van Mont-Saint-Jean en daarna met burggraaf Gwijde VI van Limoges
- Odo (1230-1266), graaf van Nevers, huwde met gravin Mathilde II van Nevers.
- Jan (1231-1268), heer van Bourbon, huwde in 1248 met vrouwe Agnes II van Bourbon
- Aleidis (1233-1273), huwde in 1251 met hertog Hendrik III van Brabant
- Robert II (1248-1306), graaf van Bourgondië

Na de dood van zijn eerste echtgenote hertrouwde Hugo in 1258 met Beatrix (circa 1242-1295), dochter van koning Theobald I van Navarra. Ze kregen volgende kinderen:
- Beatrix (1260-1328), huwde in 1276 met heer Hugo XIII van Lusignan
- Hugo (1260-1288), burggraaf van Avallon
- Margaretha (overleden na 1300), huwde in 1272 met heer Jan I van Chalon-Arlay
- Johanna (overleden in 1295), werd zuster
- Isabella (1270-1323), huwde in 1284 met Rooms-Duits koning Rudolf I van Habsburg

## Voorouders
| Voorouders van Hugo IV van Bourgondië | Voorouders van Hugo IV van Bourgondië                                  | Voorouders van Hugo IV van Bourgondië                                  | Voorouders van Hugo IV van Bourgondië                                  | Voorouders van Hugo IV van Bourgondië                                  | Voorouders van Hugo IV van Bourgondië                           | Voorouders van Hugo IV van Bourgondië                           | Voorouders van Hugo IV van Bourgondië                           | Voorouders van Hugo IV van Bourgondië                           |
| ------------------------------------- | ---------------------------------------------------------------------- | ---------------------------------------------------------------------- | ---------------------------------------------------------------------- | ---------------------------------------------------------------------- | --------------------------------------------------------------- | --------------------------------------------------------------- | --------------------------------------------------------------- | --------------------------------------------------------------- |
| Overgrootouders                       | Hugo II van Bourgondië (1118-1162) ∞ Maria van Champagne (1128-1190)   | Hugo II van Bourgondië (1118-1162) ∞ Maria van Champagne (1128-1190)   | Mattheus I van Lotharingen (1110-1176) ∞ Bertha van Zwaben (1106-1161) | Mattheus I van Lotharingen (1110-1176) ∞ Bertha van Zwaben (1106-1161) | Guy de Vergy (-) ∞ Adélaïde de Beaumont (-)                     | Guy de Vergy (-) ∞ Adélaïde de Beaumont (-)                     | Garnier II de Trainel (-) ∞ Adèle de Marigny (-)                | Garnier II de Trainel (-) ∞ Adèle de Marigny (-)                |
| Grootouders                           | Hugo III van Bourgondië (1142-1192) ∞ Alix van Lotharingen (1145-1200) | Hugo III van Bourgondië (1142-1192) ∞ Alix van Lotharingen (1145-1200) | Hugo III van Bourgondië (1142-1192) ∞ Alix van Lotharingen (1145-1200) | Hugo III van Bourgondië (1142-1192) ∞ Alix van Lotharingen (1145-1200) | Hugo van Vergy (1141-1217) ∞ Gillette de Trainel (-)            | Hugo van Vergy (1141-1217) ∞ Gillette de Trainel (-)            | Hugo van Vergy (1141-1217) ∞ Gillette de Trainel (-)            | Hugo van Vergy (1141-1217) ∞ Gillette de Trainel (-)            |
| Ouders                                | Odo III van Bourgondië (1142-1192) ∞ Alix van Vergy (1182-1252)        | Odo III van Bourgondië (1142-1192) ∞ Alix van Vergy (1182-1252)        | Odo III van Bourgondië (1142-1192) ∞ Alix van Vergy (1182-1252)        | Odo III van Bourgondië (1142-1192) ∞ Alix van Vergy (1182-1252)        | Odo III van Bourgondië (1142-1192) ∞ Alix van Vergy (1182-1252) | Odo III van Bourgondië (1142-1192) ∞ Alix van Vergy (1182-1252) | Odo III van Bourgondië (1142-1192) ∞ Alix van Vergy (1182-1252) | Odo III van Bourgondië (1142-1192) ∞ Alix van Vergy (1182-1252) |